# Радивоє Манич
Радивоє Манич (серб. Radivoje Manić, нар. 16 січня 1972, Пирот) — сербський футболіст, що грав на позиції нападника. Виступав, зокрема, за клуби «Раднички» (Пирот) та «Пусан Ай'Конс», а також національну збірну Югославії.

## Клубна кар'єра
У дорослому футболі дебютував 1988 року виступами за команду клубу «Раднички» (Пирот), в якій провів два сезони, взявши участь у 77 матчах чемпіонату. Більшість часу, проведеного у складі пиротських «Радничок», був основним гравцем атакувальної ланки команди. У складі пиротських «Радничок» був одним з головних бомбардирів команди, маючи середню результативність на рівні 0,44 голу за гру першості.
Протягом 1991—1992 років захищав кольори команди клубу «Раднички» (Ниш).
Своєю грою за останню команду привернув увагу представників тренерського штабу клубу «Дубочица Лесковац», до складу якого приєднався 1992 року. Відіграв за «Дубочицу» наступні півсезону своєї ігрової кар'єри. В новому клубі був серед найкращих голеодорів, відзначався забитим м'ячами в середньому в кожній третій грі чемпіонату.
Протягом 1992—1993 років знову захищав кольори команди клубу «Раднички» (Пирот).
1993 року повернувся до клубу «Раднички» (Ниш). Цього разу провів у складі команди два сезони. Граючи у складі «Радничок», також здебільшого виходив на поле в основному складі команди. І в цій команді продовжував регулярно забивати, в середньому 0,51 рази за кожен матч чемпіонату.
Завдяки вдалим виступам в клубі «Раднички» (Ниш) на початку 1996 року приєднався до складу «Пусан Ай'Конс», у футболці якого виступав шість наступних сезонів. Тренерським штабом нового клубу також розглядався як гравець «основи». Вже в своєму дебютному сезоні в новому клубі відзначився 13-ма голами. В сезоні 1997 року його команда стала переможцем К-Ліги Классік, а сам Радивоє увійшов до символічної «Найкращої 11-ки К-Ліги». Згодом він переїхав до Японії і провів один сезон в складі «Сересо Осака», перш ніж повернутися в Південну Корею в 1999 році. Наступні чотири сезони провів у складі «Пусан Ай'Конс», допоки в 2003 році не повернувся на батьківщину й приєднався до клубу «Раднички» (Пирот)
В 2004 році Манич повернувся в Південну Корею та підписав контракт з клубом «Інчхон Юнайтед». У складі корейського клубу провів наступні два сезонси своєї ігрової кар'єри, допоки на початку 2006 року знову не повернувся до складу клубу «Раднички» (Пирот). Потім захищав кольори «Севойно».
Завершив професійну ігрову кар'єру у клубі «Младеноваць», за команду якого виступав протягом 2007 року.

## Виступи за збірну
В червні 1997 року дебютував в товариському матчі в складі національної збірної Югославії проти Південної Кореї в Сеулі. Цей матч так і залишився єдиним для Манича в футболці національної збірної.

## Кар'єра тренера
Після успішної кар'єри з ФК «Цар Константін», в листопаді 2011 року Манич очолив свою колишню команду, «Раднички» (Пирот). В березні 2012 року був відправлений у відставку. Манич також тренував клуб «Баканскі», допоки в березні 2013 року не пішов у відставку.

## Досягнення
- К-Ліга
  -  Чемпіон (1): 1997